# 克里斯·莱恩
克里斯·莱恩（1967年4月7日—）是一位美国历史学家，专攻中美洲历史，杜兰大学历史系教授，主要作品有《波托西：改变世界的白银城市》（Potosí: The Silver City That Changed the World）、《天堂的颜色：火药帝国时代的祖母绿》（Colour of Paradise: The Emerald in the Age of Gunpowder Empires）、《殖民时代的拉丁美洲》（Latin America in Colonial Times，与马修·雷斯托尔合著）等。